# Evan Turner
Evan Marcel Turner, född 27 oktober 1988 i Chicago i Illinois, är en amerikansk basketspelare. Evan Turner spelar för Boston Celtics i NBA som shooting guard eller small forward.